# Polisforskning
Polisforskning är ett forskningsområde som syftar till att utvärdera och belysa polisens arbete och uppgifter i samhället. En definition använd av Europeiska polisakademin (CEPOL) är det vetenskapliga studiet av polisen som institution och av polisarbete som en process. Forskningsområdet räknas ofta som en del av kriminologin. Forskningen är normativ eftersom ett av forskningens mål är att utveckla polisens effektivitet. 
Exempel på delområden inom polisforskningen är:
- Profession, organisation och ledarskap
- Brottsförebyggande arbete
- Ordning och trygghet, inklusive forskning kring polisiära insatser i specifika miljöer och vid specifika händelser.
- Brottsutredning, inklusive forskning kring utredning av specifika kategorier av brott.

Polisforskare kan vara anställda av universitet eller högskolor, forskningsinstitut eller polisorganisationer. I Sverige gäller detta bland annat Rikspolisstyrelsen och Polishögskolan.
Många men inte alla polisforskare är forskarutbildade kriminologer, sociologer eller jurister. I Sverige är den mest kände polisforskaren och kriminologen troligen Leif G.W. Persson som före sin pensionering hade sin arbetsplats på Polishögskolan.